# Trimethylfosfaat
Trimethylfosfaat of TMP (uit het Engels: trimethyl phosphate) is een organische fosforverbinding met als brutoformule C3H9PO4. Het is een trimethyl-ester van fosforzuur. De stof komt voor als een kleurloze vloeistof, die goed oplosbaar is in water.
Trimethylfosfaat kan gevormd worden door de oxidatie van trimethylfosfiet.

## Toepassingen
Trimethylfosfaat is een methylerings-reagens voor heterocyclische stikstofverbindingen. Verder wordt het gebruikt als kleur-inhibitor voor polymeervezels en als oplosmiddel voor aromatische halogeneringen en nitreringen. Het wordt ook verwerkt in pesticiden en geneesmiddelen.

## Toxicologie en veiligheid
De stof ontleedt bij verhitting, met vorming van giftige fosforoxide-dampen.
De stof kan effecten hebben op het centraal zenuwstelsel, met als gevolg zwakte, beven en verlamming. TMP kan genetische afwijkingen bij mensen veroorzaken.

## Synthese
Trimethylfosfaat wordt gemaakt door behandelen van fosforylchloride met methanol in aanwezigheid van een amine-base:
{\displaystyle {\ce {POCl3 + 3 CH3OH + 3 R3N -> PO(OCH3)3 + 3 R3NH^+Cl^-}}}